# DCV Aegir
Le DCV Aegir (Deepwater Construction Vessel) est une navire-grue et navire poseur de canalisations exploité par Heerema Marine Contractors, une entreprise offshore néerlandaise. Il porte le nom de Ægir, un géant dans la mythologie nordique signifiant «celui de l'eau». Il navigue sous pavillon du Panama et son port d'attache est Panama City.

## Historique
En décembre 2010, Heerema Marine Contractors a annoncé que le navire de construction en eau profonde en cours de construction en Corée du Sud devait s'appeler Aegir.  La société Ulstein Design & Solutions B.V. a développé la conception du navire en tant que version personnalisée de la conception ULSTEIN SOC 5000. La societé Huisman a fourni la grue principale, la tour de pose de canalisations et les carrousels. Les grues auxiliaires à flèche articulée sont fournies par Bergen Group Dreggen.

## Conception
Le navire est équipé pour la pose du système J-Lay et en bobine, avec une charge utile de 4.500 tonnes métriques. Une grue, à mât tournant de 125 m, a une capacité de levage de 4.000 tonnes entre 17 et 40 m de rotation ; 1.500 tonnes à 78 m de rotation. 
Le navire est conçu pour opérer jusqu'à une profondeur de 3.500 mètres. Les tuyaux sont posés en utilisant le système de tour ou de bobine J-lay. Le navire est équipé d'un système de positionnement dynamique de classe 3.
Le monocoque est conçu pour une vitesse de transit rapide et des caractéristiques de mouvement optimales en fonctionnement. Le navire peut accueillir 289 personnes avec un maximum de 305.
Le navire dispose de deux sous-marins télécommandés (ROV), capables d'effectuer des tâches à des profondeurs allant jusqu'à 3.500 mètres. Un hélipad est positionné sur le pont avant .

## Missions
La première tâche pour laquelle le navire a navigué en octobre 2013 a été de travailler dans le golfe du Mexique sur le projet pétrolier et gazier Lucius Field. Aegir y a connecté six puits à une profondeur d'environ 2100 mètres, a construit une série de pipelines d'un diamètre de 150-200 mm, installés à une profondeur de 2.050 mètres, un collecteur pesant 140 tonnes et monté six colonnes montantes. 

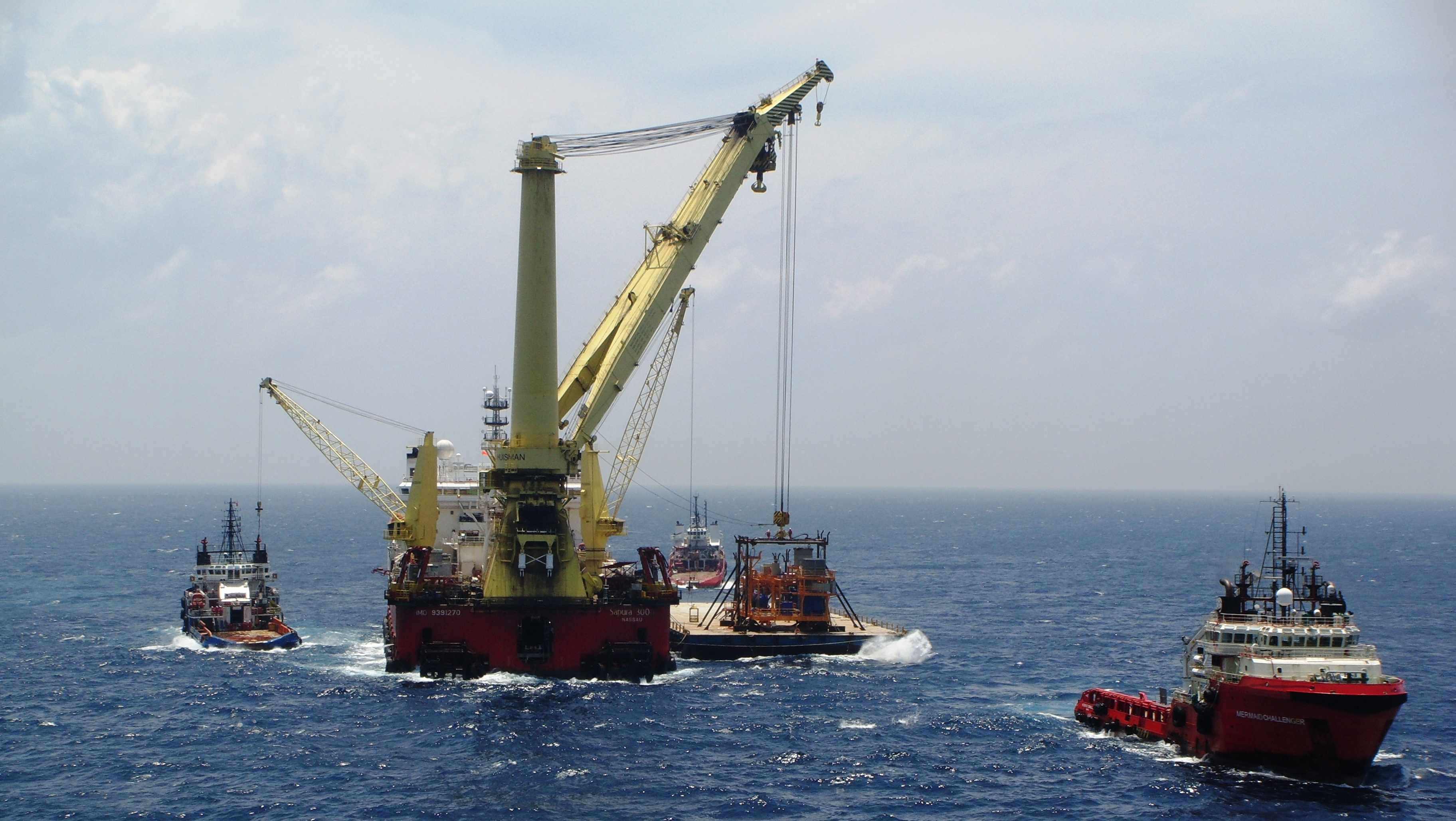
Grue flottante Sapura 3000

À la suite de cela, à l'automne 2014, le navire s'est rendu sur la côte australienne pour développer le champ gazier Ichthys gas field (en): pose  de 54 km de conduites de raccordement d'un diamètre de 150, 200 et 300 mm, chargeant des bobines d'un poids total allant jusqu'à 3 185 tonnes sur l'île indonésienne de Bantam à l'aide de sa propre grue; construction de 85 km de canalisations rigides d'un diamètre de 450 mm; pose de 9 connexions sous-marines ; etc...
En mai 2016, Aegir et la grue flottante Sapura 3000 ont commencé à amarrer la plate-forme à ancrage tendu sur le champ pétrolifère Malikai au large de la côte nord-ouest de Bornéo. 

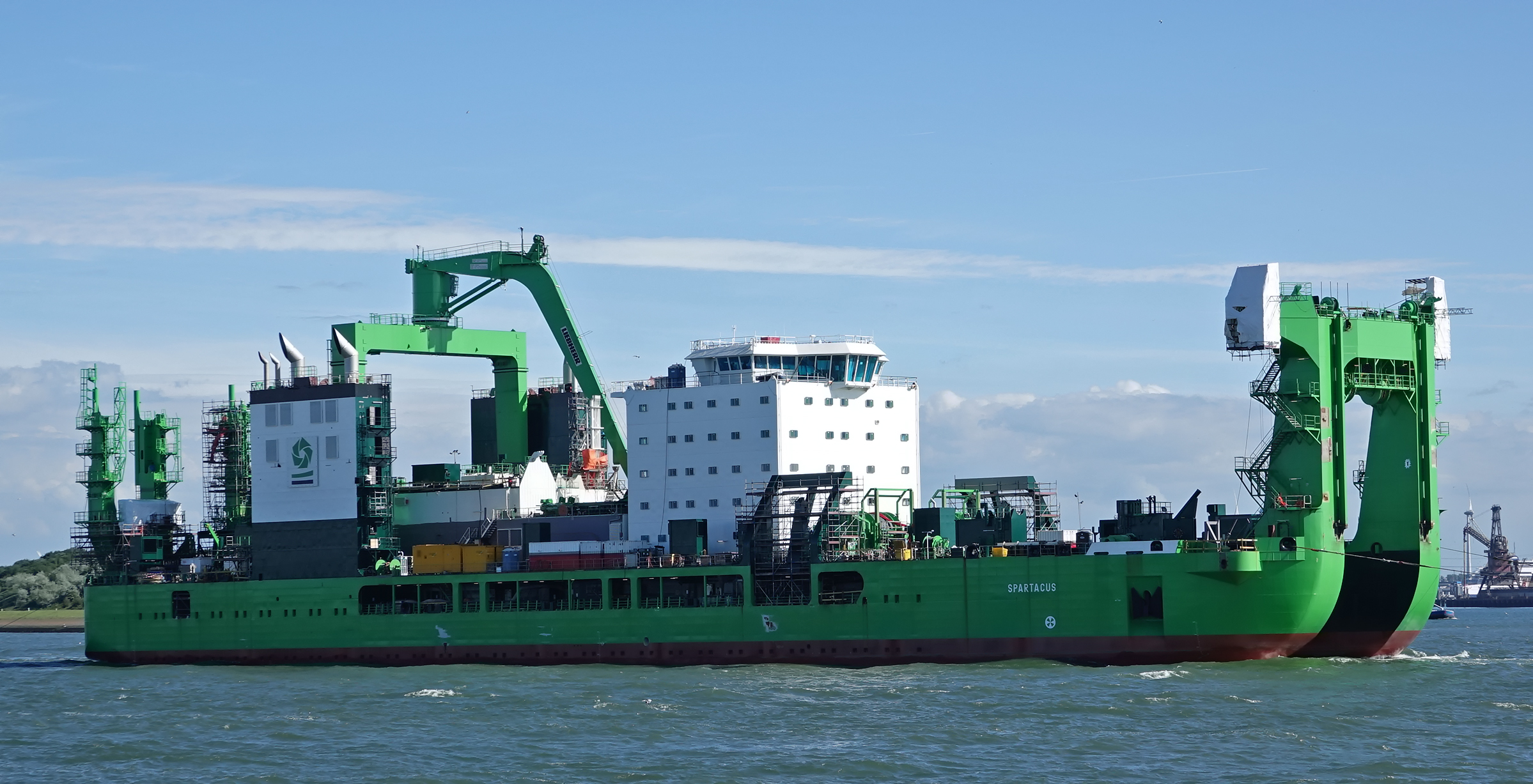
Barge Spartacus

À l'automne de la même année, Aegir a effectué des travaux en mer de Chine méridionale sur le champ gazier vietnamien de Su-Tu-Trang .
En mai 2018, le navire a participé à l'installation de cinq fondations à caissons du parc éolien offshore britannique à Aberdeen. Ces structures pesaient jusqu'à 1.300 tonnes et avaient une hauteur allant jusqu'à 81 mètres. Aegir les a soulevés d'une barge dans le port de Newcastle upon Tyne, les a transportés sur le chantier de construction de la gare et a réalisé l'installation. 
En mai 2019, dans le port de Rotterdam sur le canal de Kaland, une grue a effectué l'installation de fraises d'un poids de 2500 tonnes et d'une longueur de 57 mètres sur une drague de fraisage Spartacus.

## Galerie

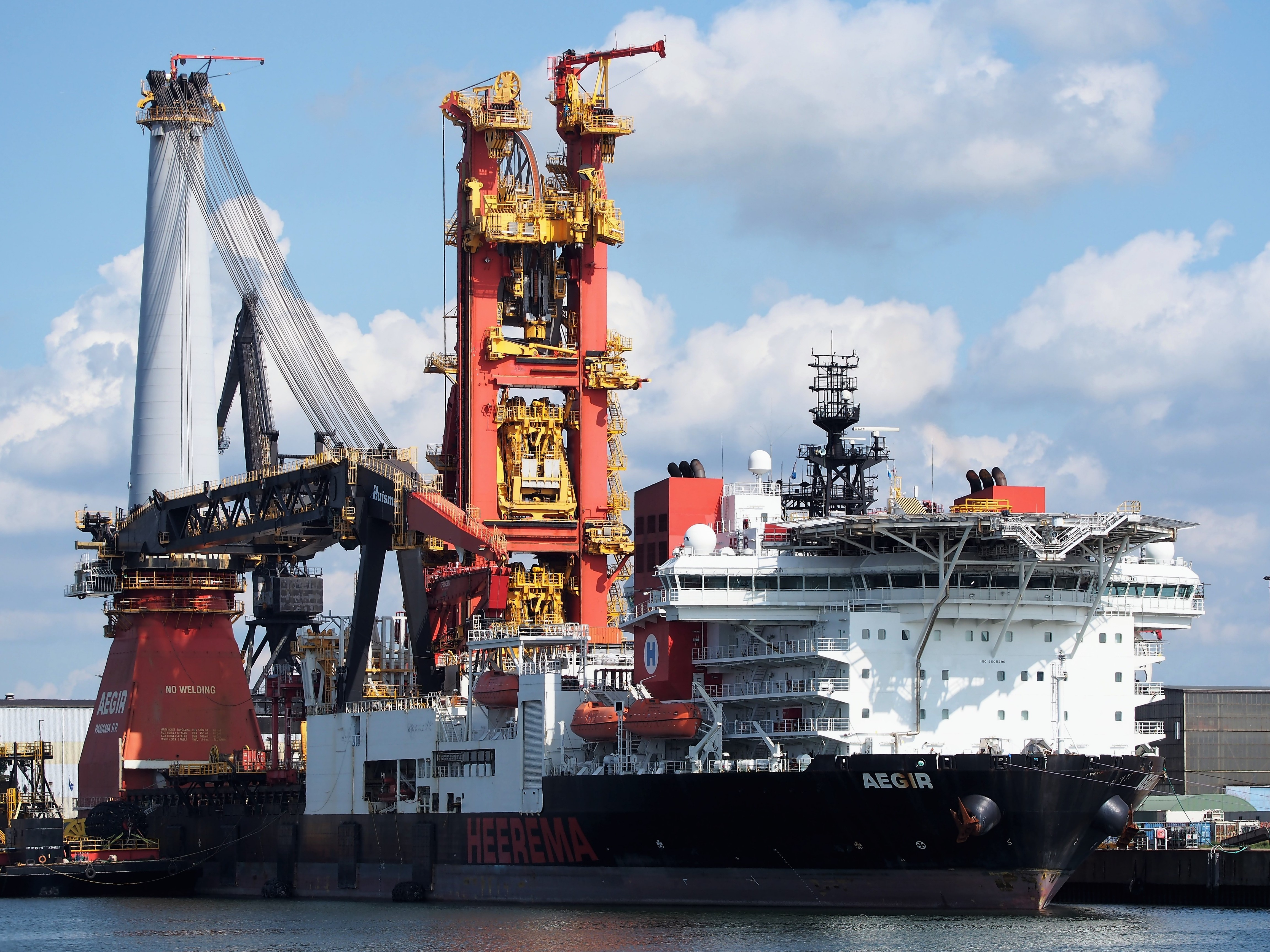
Aegir à Rotterdam en 2017
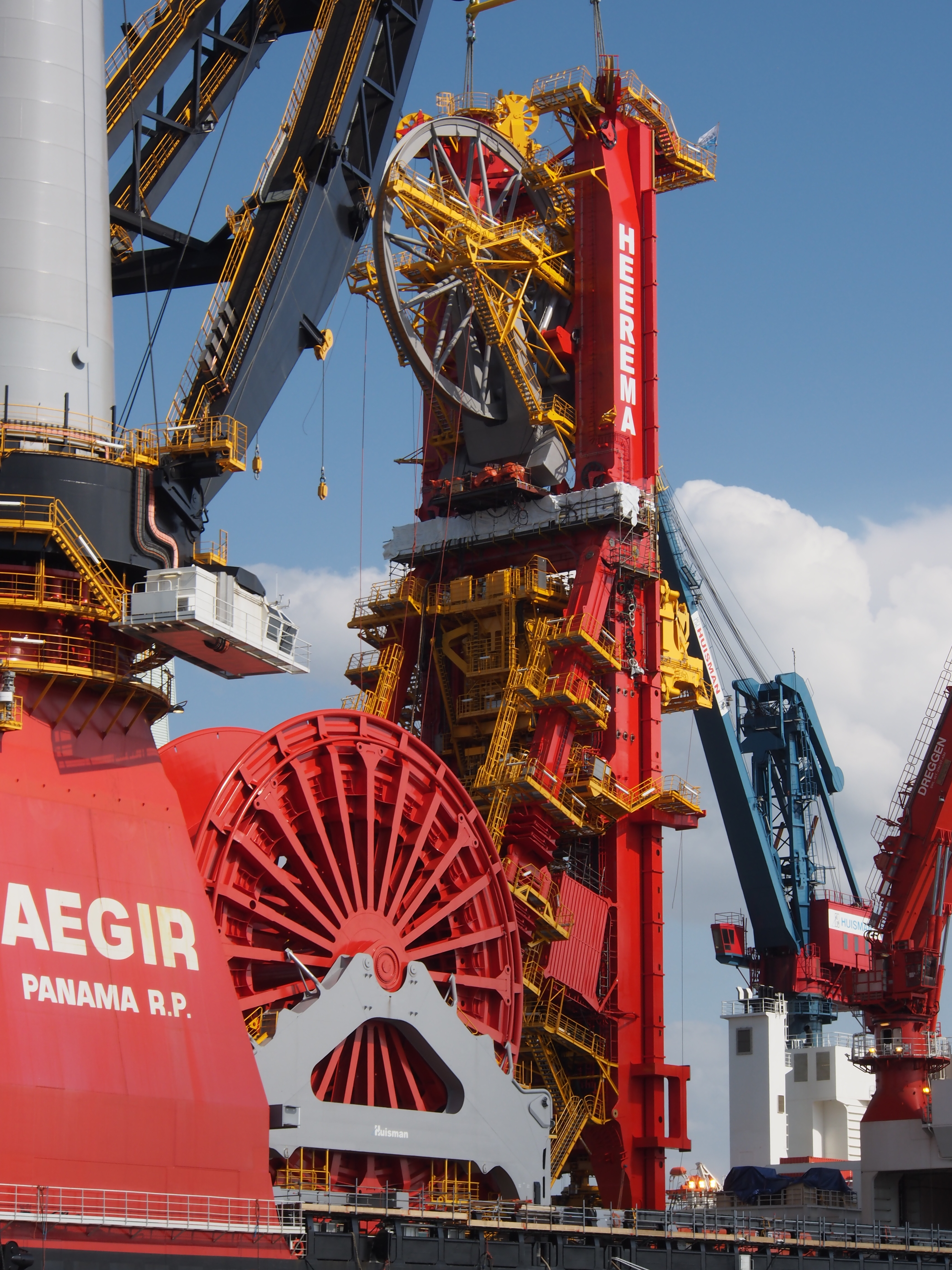
Vue arrière
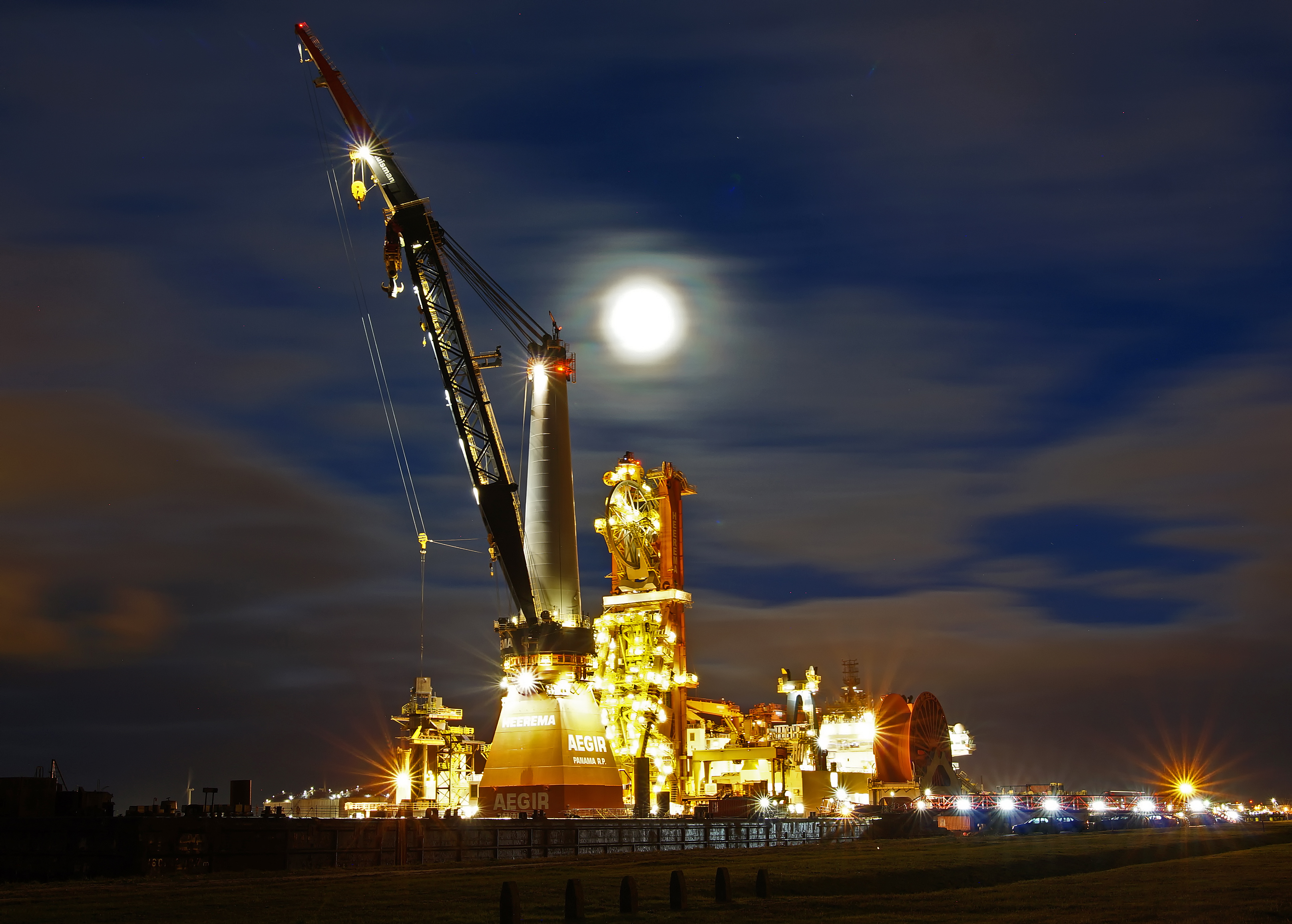
Aegir la nuit

### Articles externes
- DCV Aegir - Site marinetraffic
- SCV Aegir - Site Heerema Marine Contractors